# Günther Lütjens
Johann Günther Lütjens (Wiesbaden, 25 de maio de 1889 – Atlântico Norte, 27 de maio de 1941) foi um almirante alemão cuja carreira militar durou mais de trinta anos. Ele recebeu a Cruz de Cavaleiro da Cruz de Ferro durante a Segunda Guerra Mundial, uma condecoração que reconhecia extrema bravura ou liderança militar, por suas ações na Operação Weserübung, a invasão alemã da Dinamarca e Noruega.
Lütjens juntou-se a Marinha Imperial Alemã em 1907 e, após treinamento básico, serviu a bordo de vários barcos torpedeiros durante a Primeira Guerra Mundial, inicialmente como oficial de vigília e posteriormente como comandante e chefe de uma flotilha lutando contra os franceses e britânicos.
Em maio de 1941, Lütjens estava comandando uma força tarefa composta pelo couraçado Bismarck e o cruzador pesado Prinz Eugen durante a Operação Rheinübung. As embarcações deveriam sair da Polônia e atacar navios mercantes britânicos no Atlântico Norte. O primeiro grande confronto dos navios foi a Batalha do Estreito da Dinamarca, que terminou com o naufrágio do HMS Hood e a separação do Prinz Eugen. Uma semana depois, Lütjens e a maior parte da tripulação do Bismarck foram mortos em sua última batalha. Anos depois, a Bundeswehr da Alemanha nomeou um contratorpedeiro em sua homenagem.